# Short n’ Sweet
Short n’ Sweet (с англ. — «Короткие и прекрасные») — шестой студийный альбом американской певицы и автора песен Сабрины Карпентер. Он был выпущен 23 августа 2024 года на лейбле Island Records. В основном это поп-пластинка с влиянием кантри, диско, рока и R&B. Продюсерами Short n’ Sweet выступили Джулиан Банетта, Джон Райан, Яан Киркпатрик и Джек Антонофф.
Альбом исследует любовную жизнь Карпентер и ее взгляды на свидания в 2020-х годах. Название альбома — это отсылка к эмоциональному воздействию самых коротких романтических отношений Карпентер, а также к ее маленькому росту и короткому времени работы над альбомом. Карпентер заявила, что Short n’ Sweet — это ее второй альбом «большой девочки», которая почувствовала полный творческий контроль над своей музыкой, начиная с Emails I Can’t Send (2022), ее первого альбома с Island Records.
Short n’ Sweet — первый альбом Карпентер, получивший платиновый сертификат и ставший номером один в США. Выходу альбома предшествовали два сингла, «Espresso» и «Please Please Please»; оба возглавили чарт Billboard Global 200 и принесли Карпентер более широкий коммерческий успех. Песня «Espresso» стала первой песней номер один для Карпентер в UK Singles Chart, а «Please Please Please» — первой песней номер один в Billboard Hot 100. Третий сингл «Taste» занял первое место в Великобритании и второе в США. Альбом Short n’ Sweet возглавил чарты в 18 странах, включая Австралию, Францию, Великобританию и США. Все 12 песен альбома попали в американский чарт Hot 100. В поддержку альбома в сентябре 2024 года Карпентер отправилась в Short n’ Sweet Tour, первый в ее карьере арена-тур.
После выхода альбом Short n’ Sweet получил положительные отзывы от музыкальных критиков, которые отмечали уверенность текстов и удовольствие от музыки, хотя некоторые критиковали авторство песен как практичное и малорискованное. Альбом Short n’ Sweet и его песни получили восемь номинаций на 67-й ежегодной церемонии вручения премии «Грэмми», включая номинацию «Альбом года» и победил в категории Лучший вокальный поп-альбом. Карпентер стала одним из пятнадцати артистов в истории, получивших номинации на «Грэмми» во всех четырех основных категориях основного общего поля за один вечер.

## Предыстория
В 2022 году Сабрина Карпентер выпустила свой пятый студийный альбом под названием Emails I Can’t Send после подписания контракта с лейблом Island Records. Давая интервью журналу Interview в феврале 2024 года, певица выразила восторг по поводу своей новой музыки и сказала, что будет исследовать много новых жанров, как это было с её последним альбомом. В марте она подтвердила, что работает над записью новой пластинки, заявив: «Я начинаю чувствовать, что переросла песни, которые пою в туре The Eras Tour, и это всегда захватывающее чувство, поскольку я уверена, что следующая глава уже не за горами».
В интервью Зейну Лоу она рассказала, что название альбома отсылает не к её росту, как предполагалось изначально, а к её прошлым отношениям, которые были очень короткими, но сильнее всего повлияли на неё, потому название альбома говорит о коротких и прекрасных отношениях.

## Релиз и промо
3 июня 2024 года Карпентер анонсировала альбом и представила его обложку.
Альбом вышел 23 августа 2024 года, в этот же день было выпущено музыкальное видео к песне «Taste», в котором сыграла актриса Дженна Ортега.
Для продвижения альбома Сабрина отправится в Short n' Sweet Tour в сентябре 2024 года.

## Отзывы
| Совокупная оценка    | Совокупная оценка |
| Источник             | Оценка            |
| -------------------- | ----------------- |
| AnyDecentMusic?      | 7.0/10            |
| Metacritic           | 78/100            |
| Оценки критиков      |                   |
| Источник             | Оценка            |
| Clash                | 7/10              |
| The Daily Telegraph  | [ 17 ]            |
| Evening Standard     | [ 18 ]            |
| The Independent      | [ 19 ]            |
| The Irish Times      | [ 20 ]            |
| The Line of Best Fit | 6/10              |
| Pitchfork            | 8.0/10            |
| Rolling Stone        | [ 23 ]            |
| Slant Magazine       | [ 24 ]            |
| The Times            | [ 25 ]            |

Согласно агрегатору рецензий Metacritic, Short n’ Sweet получил «в целом благоприятные отзывы» на основе средневзвешенной оценки 78 из 100 из 14 оценок критиков. Сайт-агрегатор рецензий AnyDecentMusic? собрал 13 рецензий и дал Short n' Sweet средний балл 7,0 из 10, основываясь на оценке критиков. BBC News сообщил, что альбом получил смешанный прием от критиков.
Ряд критиков назвали Short n' Sweet сильным и напористым релизом восходящей поп-звезды. Хелен Браун из The Independent, Джем Асвад из Variety, Карл Уилсон из Slate и Джейсон Липшутц из Billboard сочли альбом творческой эволюцией Карпентер после ее прорыва с Emails I Can’t Send и отметили его многогранное, но целостное звучание, уверенную лирику и привлекательность для широкой публики. Виктория Сигал из The Times и Нил Маккормик из The Daily Telegraph оценили Short n' Sweet как «умную» поп-запись, которая маскируется под пенистый мейнстримовый релиз; Маккормик отметил, что «Карпентер может показаться немного болтливым поп-комиком для разочарованных фанатов Tinder», хотя «в умных песнях есть эмоциональные противовесы».
Некоторые критики посчитали, что альбом является безопасной с художественной точки зрения работой, созданной в соответствии со вкусами слушателей, в то время как другие похвалили его как подлинное отображение остроумия Карпентер. Лорен Мерфи из The Irish Times и Эль Хант из Evening Standard отметили, что в отличие от рискованной и «вызывающей» музыки сверстников Карпентер в 2024 году, Short n' Sweet — это легкая, приятная и «услужливая» коллекция песен. Танатат Кхуттапан из The Line of Best Fit считает, что альбом «в тренде», удовлетворяя пристрастие публики к близким темам, «запоминающимся фразам» и остротам. С другой стороны, Маккормик, Чарльз Лайон-Берт из Slant Magazine и Роб Шеффилд из Rolling Stone назвали юмор Карпентер наиболее примечательной чертой альбома. Критик Pitchfork Квинн Морланд назвал Short n' Sweet освежающим эскапизмом «в поп-ландшафте, недавно пораженном самосерьезностью и утомительной одержимостью подлинностью», восхищаясь «бриллиантово-острым» юмором альбома.
Сексуальная лирика альбома разделила мнения критиков. С положительной стороны Уилсон отметил, что в альбоме Карпентер перевоплотилась в «поэта-лауреата секса». Киана Дойл из Associated Press описала альбом как «кокетливый, веселый и совершенно несерьезный». Кроме Дойл, Асвад также назвал Short n' Sweet совершенным «NSFW» альбомом. Крис Келли из The Washington Post объявил Short n' Sweet «самым грубым, остроумным поп-альбомом года». В неблагоприятных отзывах Эмили Бутл из газеты i назвала Short n' Sweet «озабоченным» альбомом, лишенным эмоций, целостности и «органической сущности». Sputnikmusic раскритиковал альбом как разочаровывающий, «невероятно посредственный» релиз Карпентер, найдя пикантные тексты «странными и некомфортными».
Некоторые рецензии, например, Сигала и Ханта, считали «Espresso» изюминкой альбома, находя остальные песни музыкально скучными по сравнению с ней. Браун не согласился, заявив, что альбом держится на «Тик-Ток-поп» звучании, примером которого являются многие «крутые» треки, кроме «Espresso». С другой стороны, Имс Тейлор из Clash назвал Short n' Sweet мягким и «искренним» альбомом, а не «знойным» архетипическим поп-проектом, на который намекали его синглы, но согласился, что альбом в целом «менее затягивающий», чем «Espresso». Том Брейхан из Stereogum согласился с тем, что большая часть альбома, хотя и отполирована, не так легкомысленна, как «Espresso». Sputnikmusic заявил, что альбом не оправдал ожиданий, связанных с «Espresso» и «Please Please Please».

## Признание

### Награды и номинации
| Организация   | Год  | Категория                                      | Результат | Ссылка |
| ------------- | ---- | ---------------------------------------------- | --------- | ------ |
| Grammy Awards | 2025 | Премия «Грэмми» за лучший альбом года          | Номинация | [ 36 ] |
| Grammy Awards | 2025 | Премия «Грэмми» за лучший вокальный поп-альбом | Победа    | [ 36 ] |
| Grammy Awards | 2025 | Best Engineered Album, Non-Classical           | Номинация | [ 36 ] |

### Итоговые годовые списки
| Публикация             | Список                                    | Ранг | Ссылка |
| ---------------------- | ----------------------------------------- | ---- | ------ |
| AllMusic               | 100 Favorite Albums of 2024               | н/д  | [ 37 ] |
| Billboard              | The Best 50 Albums of 2024                | 3    | [ 38 ] |
| Business Insider       | The Best Albums of 2024                   | 8    | [ 39 ] |
| Complex                | The 50 Best Albums of 2024                | 19   | [ 40 ] |
| Consequence            | The Best Albums of 2024                   | 34   | [ 38 ] |
| Cosmopolitan           | The Best Albums of 2024                   | н/д  | [ 41 ] |
| Entertainment Weekly   | The 10 Best Albums of 2024                | 3    | [ 42 ] |
| Esquire                | The 10 Best Albums of 2024                | 2    | [ 43 ] |
| Exclaim!               | 50 Best Albums of 2024                    | 25   | [ 44 ] |
| The Forty Five         | The Best Albums of 2024                   | 35   | [ 45 ] |
| The Hollywood Reporter | The 10 Best Albums of 2024                | 4    | [ 46 ] |
| HuffPost               | The Best Albums of 2024                   | н/д  | [ 47 ] |
| The Independent        | The Best Albums of 2024                   | 16   | [ 48 ] |
| Los Angeles Times      | The 20 Best Albums of 2024                | 1    | [ 49 ] |
| The New York Times     | Jon Caramanica's Best Albums of 2024      | 2    | [ 50 ] |
| The New Yorker         | The Best Albums of 2024                   | 3    | [ 51 ] |
| NME                    | The 50 Best Albums of 2024                | 42   | [ 52 ] |
| NPR                    | The 50 Best Albums of 2024                | н/д  | [ 53 ] |
| People                 | Top 10 Albums of 2024                     | 3    | [ 54 ] |
| Pitchfork              | The 50 Best Albums of 2024                | 35   | [ 55 ] |
| Rolling Stone          | The 100 Best Albums of 2024               | 4    | [ 56 ] |
| Slant Magazine         | The 50 Best Albums of 2024                | 29   | [ 57 ] |
| Stereogum              | The 50 Best Albums of 2024                | 45   | [ 58 ] |
| The Sunday Times       | 25 Best Albums of 2024                    | 16   | [ 59 ] |
| Uproxx                 | The Best Albums of 2024                   | н/д  | [ 60 ] |
| Variety                | Thania Garcia’s Top 10 Albums of 2024     | 3    | [ 61 ] |
| Variety                | Steve J. Horowitz’s Top 10 Albums of 2024 | 4    | [ 62 ] |

## Коммерческий успех
Short n' Sweet дебютировал на первом месте в американском чарте Billboard 200, став первым альбомом Карпентер, попавшим на первое место и вошедшим в топ-10. Он вышел с тиражом в 362 000 эквивалентных единиц альбома. Альбом провёл вторую неделю на первом месте с тиражом в 159 000 эквивалентных единиц альбома. На третьей неделе альбом оставался на первом месте с тиражом в 117 000 эквивалентных единиц альбома. Это сделало его вторым по продолжительности альбомом года, остававшимся на первом месте в Billboard 200, уступая только альбому Тейлор Свифт The Tortured Poets Department. По состоянию на сентябрь 2024 года Short n' Sweet был сертифицирован как платиновый Ассоциацией звукозаписывающей индустрии Америки (RIAA), что стало первым таким достижением для любого из её альбомов.
Альбом установил рекорд британского хит-парада (в чарте от 4 июля 2025 года), пробыв 45 недель в топ-5 и побив прошлое достижение среди солистов, удерживаемое Элвисом Пресли с диском G.I. Blues (44 недели в топ-5).

## Список композиций
| №                   | Название               | Автор(ы)                                                            | Продюсер(ы)                      | Длительность |
| ------------------- | ---------------------- | ------------------------------------------------------------------- | -------------------------------- | ------------ |
| 1.                  | «Taste»                | Сабрина Карпентер Эми Аллен Джулия Майклз Джон Райан Иан Киркпатрик | Райан Киркпатрик Джулиан Банетта | 2:37         |
| 2.                  | «Please Please Please» | Карпентер Аллен Джек Антонофф                                       | Антонофф                         | 3:06         |
| 3.                  | «Good Graces»          | Карпентер Аллен Майклз Райан Банетта                                | Райан Банетта                    | 3:05         |
| 4.                  | «Sharpest Tool»        | Карпентер Аллен Антонофф                                            | Антонофф                         | 3:38         |
| 5.                  | «Coincidence»          | Карпентер Аллен Майклз Райан Киркпатрик                             | Райан Киркпатрик                 | 2:44         |
| 6.                  | «Bed Chem»             | Карпентер Аллен Майклз Райан Киркпатрик                             | Райан Киркпатрик                 | 2:51         |
| 7.                  | «Espresso»             | Карпентер Аллен Стеф Джонс Банетта                                  | Банетта                          | 2:55         |
| 8.                  | «Dumb & Poetic»        | Карпентер Аллен Майклз Райан                                        | Райан                            | 2:13         |
| 9.                  | «Slim Pickins»         | Карпентер Аллен Антонофф                                            | Антонофф                         | 2:32         |
| 10.                 | «Juno»                 | Карпентер Аллен Райан                                               | Райан                            | 3:43         |
| 11.                 | «Lie to Girls»         | Карпентер Аллен Антонофф                                            | Антонофф                         | 3:22         |
| 12.                 | «Don't Smile»          | Карпентер Аллен Джонс Райан Банетта                                 | Райан Банетта                    | 3:26         |
| Общая длительность: | Общая длительность:    | Общая длительность:                                                 | Общая длительность:              | 36:15        |

| №                   | Название            | Длительность |
| ------------------- | ------------------- | ------------ |
| 13.                 | «Needless to Say»   | 2:37         |
| Общая длительность: | Общая длительность: | 38:52        |

| №                   | Название                                          | Автор(ы)                         | Продюсеры                 | Длительность |
| ------------------- | ------------------------------------------------- | -------------------------------- | ------------------------- | ------------ |
| 13.                 | «15 Minutes»                                      | Карпентер Аллен Райан Банетта    | Ryan Банетта              | 3:11         |
| 14.                 | «Please Please Please» (при участии Долли Партон) | Карпентер Аллен Антонофф         | Антонофф                  | 3:04         |
| 15.                 | «Couldn't Make It Any Harder»                     | Карпентер Аллен Райан Банетта    | Райан Банетта             | 2:59         |
| 16.                 | «Busy Woman»                                      | Карпентер Аллен Джек Антонофф    | Антонофф                  | 3:06         |
| 17.                 | «Bad Reviews»                                     | Карпентер Аллен Райан Киркпатрик | Райан Киркпатрик Антонофф | 2:21         |
| Общая длительность: | Общая длительность:                               | Общая длительность:              | Общая длительность:       | 50:57        |

## Чарты
| Чарт (2024—2025)                    | Высшая позиция |
| ----------------------------------- | -------------- |
| Австралия (ARIA)                    | 1              |
| Австрия (Ö3 Austria)                | 1              |
| Бельгия/Фландрия (Ultratop)         | 1              |
| Бельгия/Валлония (Ultratop)         | 1              |
| Канада (Canadian Albums Chart)      | 1              |
| Чехия (ČNS IFPI)                    | 1              |
| Дания (Hitlisten)                   | 3              |
| Нидерланды (Album Top 100)          | 1              |
| Финляндия (Suomen virallinen lista) | 1              |
| Франция (SNEP)                      | 1              |
| Германия (Offizielle Top 100)       | 3              |
| Ирландия (Irish Albums Chart)       | 1              |
| Италия (Classifica album)           | 9              |
| Япония (Oricon)                     | 40             |
| Япония (Combined Albums, Oricon)    | 34             |
| Япония (Billboard Japan)            | 50             |
| Новая Зеландия (RMNZ)               | 1              |
| Норвегия (VG-lista)                 | 1              |
| Шотландия (Scottish Albums Chart)   | 1              |
| Испания (PROMUSICAE)                | 1              |
| Швеция (Sverigetopplistan)          | 2              |
| Швейцария (Schweizer Hitparade)     | 1              |
| Великобритания (UK Albums Chart)    | 1              |
| США (Billboard 200)                 | 1              |

## Сертификации
| Регион                                                                      | Сертификация  | Продажи   |
| --------------------------------------------------------------------------- | ------------- | --------- |
| Бельгия (BEA)                                                               | Платиновый    | 20 000    |
| Канада (Music Canada)                                                       | 3× Платиновый | 240 000   |
| Дания (IFPI Danmark)                                                        | Золотой       | 10 000    |
| Франция (SNEP)                                                              | Золотой       | 50 000    |
| Новая Зеландия (RMNZ)                                                       | Платиновый    | 15 000    |
| Польша (ZPAV)                                                               | Платиновый    | 20 000    |
| Португалия (AFP)                                                            | Золотой       | 3500      |
| Испания (PROMUSICAE)                                                        | Золотой       | 20 000    |
| Великобритания (BPI)                                                        | Платиновый    | 300 000   |
| США (RIAA)                                                                  | 2× Платиновый | 2 000 000 |
| Данные о продажах + прослушиваниях приведены только на основе сертификации. |               |           |

## История релиза
| Регион | Дата            | Формат(ы)                                      | Лейбл  | Прим.   |
| ------ | --------------- | ---------------------------------------------- | ------ | ------- |
| Мир    | 23 августа 2024 | Кассета CD Цифровая загрузка Стриминг Винил    | Island | [ 104 ] |
| США    | 23 августа 2024 | CD (Target exclusive) Винил (Target exclusive) | Island | [ 105 ] |